# Casio FX-702P
Casio FX-702P (FX-702P) је био џепни рачунар, производ фирме Касио (Casio) који је почео да се израђује у Јапану током 1981. године.
Користио је 4-битни CMOS LSI, 4 x NEC D444G као централни микропроцесор а RAM меморија рачунара FX-702P је имала капацитет од 1680 бајтова за Бејсик, плус 26 меморијских локација.

## Детаљни подаци
Детаљнији подаци о рачунару FX-702P су дати у табели испод.
|                       |                                                                       |
| [ 1 ]                 |                                                                       |
| Произвођач            | Касио                                                                 |
| Тип                   | џепни рачунар                                                         |
| Меморија              | 1680 бајтова за Бејсик, плус 26 меморијских локација                  |
| Поријекло             | Јапан                                                                 |
| Година                | 1981                                                                  |
| Тастатура             | 65 тастера, калкулаторски тип са алфанумеричним тастерима (не-QWERTY) |
| Процесор              | 4-битни                                                               |
| Фреквенција процесора | непознато                                                             |
| RAM                   | 1680 бајтова за Бејсик, плус 26 меморијских локација                  |
| ROM                   | непознато                                                             |
| Текст                 | 1 линија x 20 знакова, плус 4-цифарни 7-сегментни показивач           |
| Графика               | нема                                                                  |
| Боја                  | једна боја                                                            |
| Звук                  | нема                                                                  |
| Димензије             | 165 (ширина) x 82 (дубина) x 17 (висина) / 176 (са батеријама)        |
| Портови               |                                                                       |
| Оперативни систем     |                                                                       |